# سلاماندر آو لیت
سلاماندر آو لیت (به انگلیسی: Salamander of Leith) یک کشتی بود.